# Trypolis (Liban)
Trypolis (arab. ‏‏طَرَابُلُس‎ trb. tarabulus trl. ṭaraābulus‎, łac. Tripolis) – miasto w północnym Libanie, nad Morzem Śródziemnym. Stolica dystryktu Kada Trypolis, zamieszkane przez 237 tysięcy mieszkańców, z czego 80% to muzułmanie-sunnici. Drugie pod względem wielkości miasto Libanu, ważny port morski: przywóz ropy naftowej, wywóz wyrobów przemysłu lekkiego i przetwórczego ropy naftowej, przemysł włókienniczy, spożywczy, chemiczny, rozwinięte również rzemiosło oraz połowy ryb i gąbek.

## Historia
Miasto założone przez Fenicjan na terenie obecnego portu, od IV wieku p.n.e. stolica federacji miast-państw fenickich: Sydonu, Tyru i Arwadu. Kolejno pod władzą Seleucydów, Rzymian i Arabów (od VII wieku, czasy intensywnego rozwoju, zwłaszcza za panowania egipskiej dynastii Fatymidów od XI wieku). W 1109 zajęte przez krzyżowców po 5 letnim oblężeniu w czasie I krucjaty, stolica hrabstwa Trypolisu.
W 1289 port zdobyty i zniszczony przez wojska mameluckiego sułtana Kalawuna, który nakazał zbudować nowe miasto w sąsiedztwie. Od 1516 do czasu I wojny światowej w granicach Imperium Osmańskiego. W czasie I wojny okupowane przez wojska brytyjskie, zaś w 1920 włączone do francuskiego mandatu Ligi Narodów. W czasie II wojny światowej zajęte przez wojska brytyjskie i siły Wolnych Francuzów do 1946. Od 1982 siedziba Organizacji Wyzwolenia Palestyny. W następnym roku jej przywódca – Jasir Arafat – w wyniku walk wewnętrznych został zmuszony do opuszczenia Trypolisu. Później miasto pod kontrolą wojsk syryjskich.

## Zabytki
Ruiny twierdzy krzyżowców (XII w.); wielki meczet (XII w., dawna katedra); meczet Tajnal (XIV w., dawny kościół Karmelitów), medresy, bazary, mauzolea (XIV w.)